# Démographie du Centre-Val de Loire

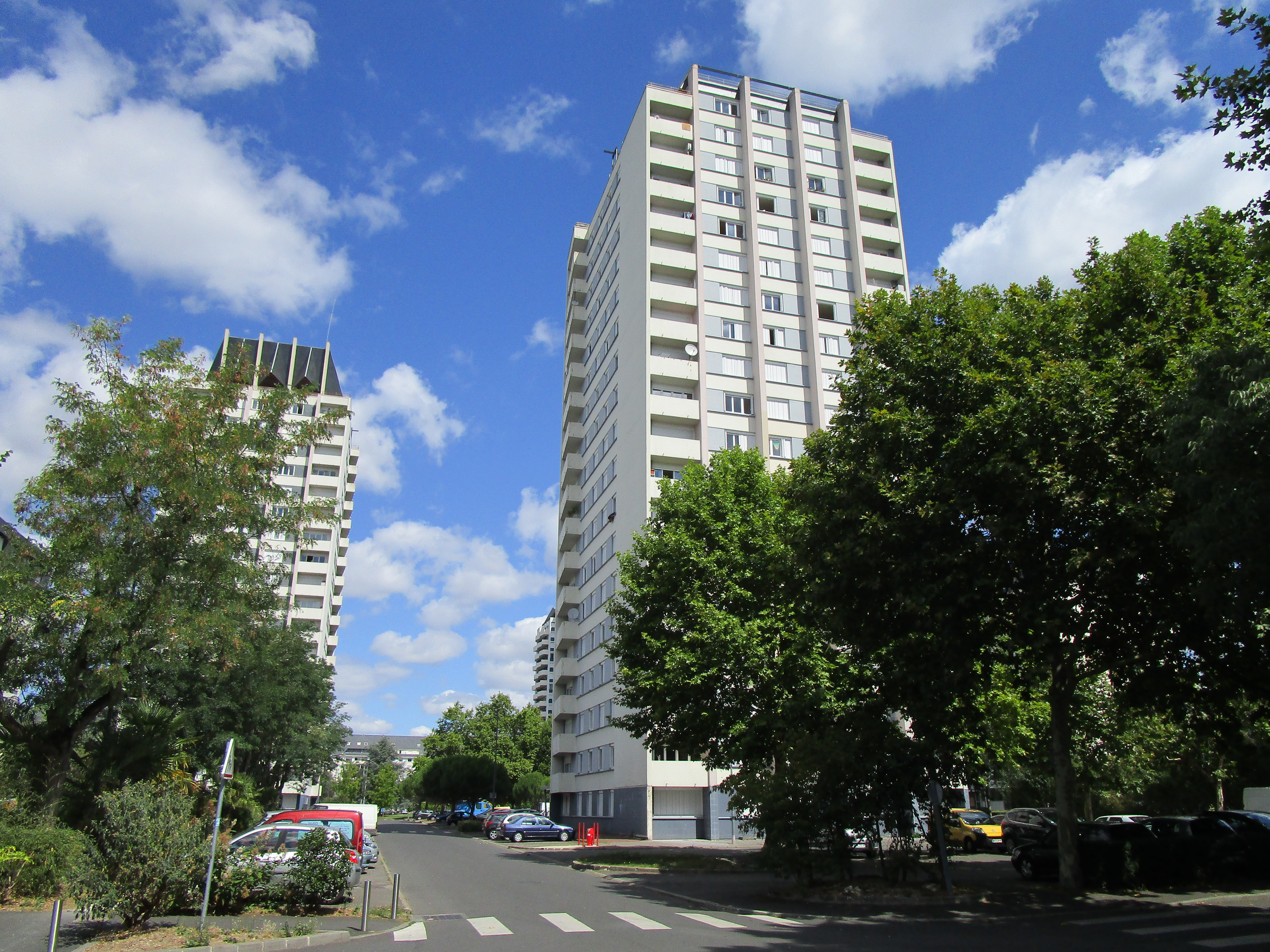
Quartier des Fontaines à Tours, plus grande ville de la région.

 (septembre 2023).
La démographie du Centre-Val de Loire est caractérisée par une densité faible et une population âgée.
Avec ses 2 581 597 habitants en 2022, la région française du Centre-Val de Loire se situe en 12e position sur le plan national.
En six ans, de 2015 à 2021, sa population a diminué de près de 1 700 unités, c'est-à-dire de plus ou moins 280 personnes par an. Mais cette variation est différenciée selon les six départements que comporte la région.
La densité de population du Centre-Val de Loire, 65,9 habitants par kilomètre carré en 2022, est presque deux fois inférieure à celle de la France entière qui est de 107,1 hab./km2 pour la même année.

## Évolution de la population
| Années | Population au 1er janvier | Population au 1er janvier  | Population au 1er janvier | Population au 1er janvier    | Population au 1er janvier   | Population au 1er janvier | Population au 1er janvier |
| Années | département du Cher       | département d'Eure-et-Loir | département de l'Indre    | département d'Indre-et-Loire | département de Loir-et-Cher | département du Loiret     | Total Centre-Val de Loire |
| ------ | ------------------------- | -------------------------- | ------------------------- | ---------------------------- | --------------------------- | ------------------------- | ------------------------- |
| 1801   | 217 785                   | 257 793                    | 205 628                   | 268 924                      | 209 957                     | 286 050                   | 1 446 137                 |
| 1851   | 306 000                   | 294 862                    | 272 000                   | 316 000                      | 262 000                     | 341 000                   | 1 791 423                 |
| 1901   | 346 000                   | 275 000                    | 289 000                   | 335 541                      | 276 000                     | 366 660                   | 1 887 284                 |
| 1921   | 304 800                   | 251 255                    | 260 535                   | 327 743                      | 251 528                     | 337 224                   | 1 733 085                 |
| 1936   | 289 000                   | 253 000                    | 245 622                   | 343 000                      | 241 000                     | 344 000                   | 1 714 893                 |
| 1946   | 286 070                   | 258 110                    | 252 075                   | 349.685                      | 242 419                     | 346 918                   | 1 735 105                 |
| 1968   | 305 000                   | 302 000                    | 247 000                   | 437 870                      | 268 000                     | 431 000                   | 1 990 238                 |
| 1975   | 316 350                   | 335 151                    | 248 523                   | 478 601                      | 283 686                     | 490 189                   | 2 152 500                 |
| 1982   | 320 174                   | 362 813                    | 243 191                   | 506 097                      | 296 220                     | 535 669                   | 2 264 164                 |
| 1990   | 321 487                   | 395 683                    | 237 609                   | 529 150                      | 305 869                     | 580 010                   | 2 369 808                 |
| 1995   | 318 250                   | 406 368                    | 234 056                   | 543 482                      | 311 590                     | 604 569                   | 2 418 315                 |
| 1996   | 316 913                   | 406 961                    | 233 375                   | 546 156                      | 312 590                     | 608 331                   | 2 424 326                 |
| 1997   | 316 121                   | 407 793                    | 232 829                   | 549 262                      | 313 660                     | 612 369                   | 2 432 034                 |
| 1998   | 315 255                   | 408 212                    | 232 252                   | 551 498                      | 314 616                     | 616 372                   | 2 438 205                 |
| 1999   | 314 603                   | 407 707                    | 231 365                   | 553 690                      | 314 995                     | 617 935                   | 2 440 295                 |
| 2000   | 314 624                   | 409 111                    | 231 338                   | 556 147                      | 316 097                     | 621 362                   | 2 448 679                 |
| 2001   | 314 723                   | 410 834                    | 231 508                   | 559 159                      | 317 308                     | 625 490                   | 2 459 022                 |
| 2002   | 315 050                   | 412 375                    | 231 639                   | 561 830                      | 318 531                     | 629 461                   | 2 468 886                 |
| 2003   | 315 062                   | 414 015                    | 231 916                   | 564 609                      | 319 776                     | 633 566                   | 2 478 944                 |
| 2004   | 314 884                   | 415 452                    | 231 937                   | 567 031                      | 320 922                     | 637 392                   | 2 487 618                 |
| 2005   | 315 015                   | 417 070                    | 232 010                   | 569 223                      | 321 883                     | 641 453                   | 2 496 654                 |
| 2006   | 314 999                   | 418 999                    | 231 999                   | 571 498                      | 322 499                     | 644 998                   | 2 504 992                 |
| 2007   | 315 500                   | 421 000                    | 232 000                   | 575 500                      | 323 500                     | 648 500                   | 2 516 000                 |
| 2008   | 316 500                   | 423 000                    | 232 500                   | 581 000                      | 325 000                     | 653 000                   | 2 531 000                 |
| 2013   | 311 600                   | 433 000                    | 228 100                   | 600 200                      | 332 000                     | 665 600                   | 2 570 500                 |
| Années | Cher                      | Eure-et-Loir               | Indre                     | Indre-et-Loire               | Loir-et-Cher                | Loiret                    | Total Centre-Val de Loire |

Sources : INSEE, et IAURIF.
La croissance démographique régionale (+ 0,32 % par an) dans la décennie quatre-vingt-dix est légèrement plus faible que la moyenne française (+ 0,37 % par an), et le solde migratoire annuel est en forte baisse (0,12 % annuellement). Cette faible croissance masque des disparités locales, l'Indre-et-Loire et le Loiret ayant un taux plus important que le taux national, ceci en relation avec l'expansion démographique des grandes villes de Tours et d'Orléans.

## Mouvement naturel de la population

### Naissances et décès
Chiffres fournis par l'INSEE,.
| Département         | 2000   | 2000   | 2000  | 2004   | 2004   | 2004  | 2005   | 2005   | 2005  | 2006   | 2006   | 2006  |
| Département         | Naiss. | Décès  | Solde | Naiss. | Décès  | Solde | Naiss. | Décès  | Solde | Naiss. | Décès  | Solde |
| ------------------- | ------ | ------ | ----- | ------ | ------ | ----- | ------ | ------ | ----- | ------ | ------ | ----- |
| Cher                | 3 438  | 3 738  | -300  | 3 271  | 3 501  |       | 3 313  | 3 649  |       | 3.231  | 3 500  |       |
| Eure-et-Loir        | 5 367  | 3 718  | 1 649 | 5 363  | 3 497  |       | 5 585  | 3 724  |       | 5.632  | 3 627  |       |
| Indre               | 2 527  | 3 110  | -583  | 2 314  | 2 821  |       | 2 394  | 2 925  |       | 2.283  | 2 867  |       |
| Indre-et-Loire      | 6 832  | 4 951  | 1 881 | 6 594  | 4 790  |       | 6 644  | 4 930  |       | 6.813  | 4 891  |       |
| Loir-et-Cher        | 3 703  | 3 552  | 151   | 3 678  | 3 408  |       | 3 724  | 3 396  |       | 3.815  | 3 398  |       |
| Loiret              | 8 228  | 5 385  | 2 843 | 8 424  | 5 206  |       | 8 200  | 5 248  |       | 8.635  | 5 246  |       |
| Centre-Val de Loire | 30 095 | 24 454 | 5 641 | 29 644 | 23 223 | 6 421 | 29 860 | 23 872 | 5 988 | 30.409 | 23 529 | 6 880 |

### Fécondité par département
| Département               | Fécondité 1999 | Fécondité 2000 | Fécondité 2001 | Fécondité 2002 | Fécondité 2003 | Fécondité 2004 | Fécondité 2005 |
| ------------------------- | -------------- | -------------- | -------------- | -------------- | -------------- | -------------- | -------------- |
| Cher                      | 1,78           | 1,81           | 1,87           | 1,79           | 1,85           | 1,87           |                |
| Eure-et-Loir              | 1,91           | 2,01           | 2,02           | 2,02           | 2,08           | 2,10           |                |
| Indre                     | 1,72           | 1,87           | 1,83           | 1,85           | 1,83           | 1,87           |                |
| Indre-et-Loire            | 1,69           | 1,75           | 1,73           | 1,74           | 1,71           | 1,71           |                |
| Loir-et-Cher              | 1,81           | 1,90           | 1,89           | 1,88           | 1,96           | 2,03           |                |
| Loiret                    | 1,77           | 1,90           | 1,90           | 1,92           | 1,96           | 1,99           |                |
| Total Centre-Val de Loire | 1,77           | 1,86           | 1,86           | 1,86           | 1,89           | 1,91           |                |
| France métropolitaine     | 1,79           | 1,87           | 1,88           | 1,87           | 1,87           | 1,89           | 1,92           |

La fécondité est en forte croissance un peu partout sauf en Indre-et-Loire. On remarque la forte poussée du département d'Eure-et-Loir traditionnellement fort fécond et qui fait partie du quadrilatère de haute fécondité localisé dans la partie nord-ouest de la métropole. L'ensemble de la région dépasse désormais la moyenne nationale. Seul l'Indre-et-Loire, tiré vers le bas par l'agglomération de Tours voit sa fécondité stagner à un niveau assez faible. Il n'en va pas de même du Loiret malgré la présence de l'importante agglomération d'Orléans. Le Loir-et-Cher affiche également des chiffres en très forte progression. Les deux départements du Berry (Cher et Indre), historiquement moins féconds se situaient en 2003 un peu sous la moyenne nationale. La région se rapproche désormais du seuil de remplacement des générations situé vers 2,07-2,08 enfants par femme.

### Évolution de la fécondité ces dernières décennies

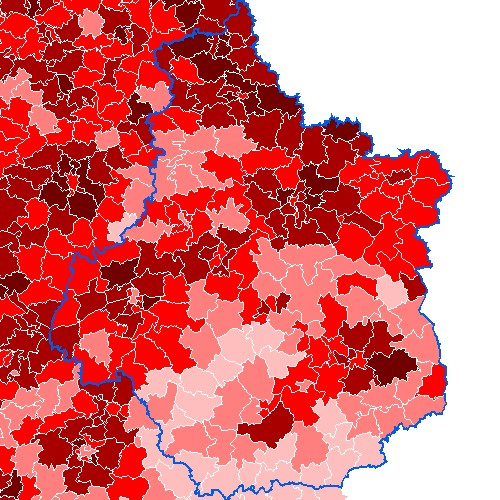
Les moins de 20 ans en 1999 au sein de la population :

Dans les années 1960, la région Centre-Val de Loire faisait partie des régions françaises de moyenne fécondité à l'exception du département d'Eure-et-Loir. Les régions à basse fécondité comprenaient l'ensemble des régions du centre et du sud du pays, y compris l'Île-de-France, mais la région centre y occupait une situation intermédiaire ayant même une fécondité un peu supérieure à la moyenne française. À cette époque la zone de haute fécondité formait un vaste croissant appelé "croissant fertile" qui partait du Poitou (Vendée) à l'ouest et remontait en direction de la Picardie et du Nord-Pas-de-Calais en longeant la Manche, comprenant ainsi la Bretagne, les Pays de la Loire et la Normandie, y compris l'Eure-et-Loir voisin. Puis ce croissant s'incurvait vers le sud-est, englobant la Champagne-Ardenne, la Lorraine et la Franche-Comté, en contournant l'Île-de-France par le nord.
Depuis lors un phénomène général d’homogénéisation de la fécondité dans les diverses régions de métropole a eu lieu, qui a contribué à rapprocher le taux de la région Centre-Val de Loire de la moyenne nationale. La fécondité a moins baissé là où elle était faible mais a fort baissé là où elle était élevée, et globalement, l’écart entre les régions les plus fécondes et les moins fécondes s’est fortement réduit de ce fait. Ainsi la région Centre-Val de Loire a connu une assez forte baisse de 
fécondité entre la fin des années 1960 et les années 1974-1976. Aujourd'hui, comme dans l'ensemble de la France mais de manière plus accentuée, la fécondité a pris un nouvel essor depuis la fin des années 1990.
Les données de fécondité postérieures à 2003 sont fort fragmentaires. L'INSEE Bretagne nous révèle cependant qu'en 2005, la fécondité a dépassé le seuil du taux de fécondité de 2,0 dans 5 régions, avec en tête les Pays de la Loire. Il s'agit en outre du Nord-Pas-de-Calais, de la Picardie, de la Franche-Comté et - grande première - de la région Centre-Val de Loire dont la fécondité n'a donc pas cessé de croître entre 2000 et 2005 malgré les deux départements du Berry (Indre et Cher) et surtout la Touraine (Indre-et-Loire) quelque peu en retrait.

### Répartition des naissances par nationalité de la mère
Chiffres de l'INSEE pour l'année 2004 :
|                     | Ensemble | Mères françaises | Mères étrangères | Mères étrangères | Mères étrangères | Mères étrangères | Mères étrangères | Mères étrangères | Mères étrangères |
| Total étrangères    | Ensemble | Mères françaises | Algérie          | Espagne          | Italie           | Portugal         | Maroc            | Tunisie          |                  |
| ------------------- | -------- | ---------------- | ---------------- | ---------------- | ---------------- | ---------------- | ---------------- | ---------------- | ---------------- |
| Cher                | 3 271    | 3 095            | 176              | 33               | 1                | 0                | 8                | 33               | 5                |
| Eure-et-Loir        | 5 363    | 4 994            | 369              | 41               | 1                | 2                | 18               | 95               | 11               |
| Indre               | 2 314    | 2 210            | 104              | 17               | 0                | 4                | 9                | 20               | 0                |
| Indre-et-Loire      | 6 594    | 6 165            | 429              | 102              | 2                | 1                | 34               | 59               | 7                |
| Loir-et-Cher        | 3 678    | 3 345            | 333              | 19               | 2                | 0                | 26               | 80               | 3                |
| Loiret              | 8 424    | 7 380            | 1 044            | 72               | 7                | 2                | 53               | 263              | 15               |
| Centre-Val de Loire | 29 644   | 27 189           | 2 455            | 284              | 13               | 9                | 148              | 550              | 41               |
| -- légitimes        | 15 269   | 13 413           | 1 856            | 247              | 10               | 6                | 92               | 512              | 40               |
| -- hors-mariage     | 14 375   | 13 776           | 599              | 37               | 3                | 3                | 56               | 38               | 1                |

## Immigration
Note :
Par immigré on entend quelqu'un résidant en France, né étranger à l'étranger. Il peut être devenu français par acquisition ou avoir gardé sa nationalité étrangère. Par contre le groupe des étrangers est constitué par l'ensemble des résidents ayant une nationalité étrangère, qu'ils soient nés en France ou hors de France. Les enfants nés en France de parents étrangers sont étrangers, mais deviennent Français de plein droit à 18 ans, s'ils y résident et y ont résidé de manière continue ou discontinue pendant cinq années depuis l'âge de 11 ans et s'ils ne désirent pas conserver leur nationalité d'origine. Cependant, dès l'âge de 13 ans, les parents peuvent demander la nationalité française pour leur enfant, avec son accord (sous condition d'avoir résidé cinq ans en France depuis l'âge de 8 ans). De plus le mineur de 16 ans accomplis peut faire la demande d'acquisition anticipée de la nationalité sans l'accord de ses parents et sous les mêmes conditions de durée de résidence en France durant cinq années depuis l'âge de 11 ans.

### Nombre d'étrangers et d'immigrés en Région Centre-Val de Loire
Au recensement de 1999, les étrangers et les immigrés se répartissaient comme suit en France et en région Centre-Val de Loire :
|                                                  | France métropolitaine | Région Centre-Val de Loire |
| ------------------------------------------------ | --------------------- | -------------------------- |
| Français                                         | 55 260 000            | 2 342 096                  |
| -- Français de naissance nés en France           | 51 340 000            | 2 236 924                  |
| -- Français de naissance nés à l'étranger        | 1 560 000             | 39 372                     |
| -- Français par acquisition nés en France        | 800 000               | 24 085                     |
| -- Français par acquisition nés à l'étranger (1) | 1 560 000             | 41 715                     |
| Étrangers                                        | 3 260 000             | 98 485                     |
| -- Étrangers nés en France                       | 510 000               | 18 986                     |
| -- Étrangers nés à l'étranger (2)                | 2 750 000             | 79 499                     |
| Immigrés                                         |                       |                            |
| Total (1) + (2)                                  | 4 310 000             | 121 214                    |

### Répartition en pourcentage de la population immigrée en 1999
En 1999, la région Centre-Val de Loire comptait 121 200 personnes soit 3 % de la population immigrée en France. Ils représentaient 6 % de la population active de la région. Parmi eux, les Portugais et les Marocains étaient les groupes les plus nombreux. Le nombre de Turcs était plus important qu'au sein de la moyenne nationale. Par contre on rencontrait très peu d'Italiens, et les Algériens étaient bien moins représentés qu'au niveau national.
Dans le tableau suivant, 100 % = toute la population immigrée.
| Origine               | Région Centre-Val de Loire 1999 (en %) | Métropole 1999 (en %) |
| --------------------- | -------------------------------------- | --------------------- |
| Europe (hors Turquie) | 48,4                                   | 44,9                  |
| dont Europe des 15    | 42,1                                   | 37,8                  |
| -- Espagne            | 6,5                                    | 7,3                   |
| -- Italie             | 3,5                                    | 8,8                   |
| -- Portugal           | 25,7                                   | 13,3                  |
| Afrique               | 35,0                                   | 39,3                  |
| dont Maghreb          | 27,2                                   | 30,1                  |
| -- Algérie            | 8,5                                    | 13,3                  |
| -- Maroc              | 16,6                                   | 12,1                  |
| -- Tunisie            | 2,1                                    | 4,7                   |
| Reste de l'Afrique    | 7,8                                    | 9,2                   |
| Asie (y.c. Turquie)   | 14,4                                   | 12,8                  |
| -- dont Turquie       | 6,7                                    | 4,0                   |
| Amériques             | 2,1                                    | 2,9                   |
| Océanie               | 0,1                                    | 0,1                   |
| Total                 | 100                                    | 100                   |

Source : 

## Aires urbaines principales
Les chiffres suivants concernent les aires urbaines dans leur extension définie lors du recensement de 1999.
| Aires urbaines       | Date du recensement | Date du recensement | Date du recensement |
| Aires urbaines       | 1982                | 1990                | 1999                |
| -------------------- | ------------------- | ------------------- | ------------------- |
| Tours                | 331 959             | 353 790             | 376 374             |
| Orléans              | 297 946             | 329 464             | 355 811             |
| Chartres             | 112 437             | 125 760             | 130 681             |
| Bourges              | 120 257             | 125 365             | 123 584             |
| Blois                | 104 050             | 112 093             | 116 544             |
| Châteauroux          | 89 730              | 91 409              | 90 573              |
| Montargis            | 61 971              | 64 314              | 66 299              |
| Dreux                | 55 035              | 60 945              | 57 982              |
| Vierzon              | 41 863              | 41 114              | 38 525              |
| Vendôme              | 31 786              | 33 094              | 34 159              |
| Romorantin           | 25 999              | 27 286              | 28 295              |
| Châteaudun           | 23 970              | 23 687              | 23 728              |
| Gien                 | 22 144              | 23 458              | 22 575              |
| Amboise              | 19 598              | 20 642              | 21 725              |
| Saint-Amand-Montrond | 20 002              | 20 100              | 19 787              |
| Issoudun             | 18 709              | 18 381              | 18 388              |

En 1999, les trois principales aires urbaines concentraient le tiers de la population de cette région majoritairement rurale. La population se concentre surtout le long de l'axe ligérien et aux confins de l'Île-de-France (grande banlieue parisienne).

## Densité de population
En 2021, la densité était de 65,7 hab./km2.
| 1968 |  | 50.8 |  |

| 1975 |  | 55.0 |  |

| 1982 |  | 57.8 |  |

| 1990 |  | 60.6 |  |

| 1999 |  | 62.3 |  |

| 2010 |  | 65.1 |  |

| 2015 |  | 65.9 |  |

| 2021 |  | 65.7 |  |

## Répartition par sexes et tranches d'âge
La population de la région est plus âgée qu'au niveau national.
En 2021, le taux de personnes d'un âge inférieur à 30 ans s'élève à 33,3 %, soit en dessous de la moyenne nationale (35,1 %). À l'inverse, le taux de personnes d'âge supérieur à 60 ans est de 29,6 % la même année, alors qu'il est de 26,6 % au niveau national.
En 2021, la région comptait 1 249 210 hommes pour 1 324 093 femmes, soit un taux de 51,45 % de femmes, légèrement inférieur au taux national (51,61 %).
Les pyramides des âges de la région et de la France s'établissent comme suit.
| Hommes | Classe d’âge | Femmes |
| ------ | ------------ | ------ |
| 0,9    | 90 ou +      | 2,3    |
| 8,1    | 75-89 ans    | 10,6   |
| 18,2   | 60-74 ans    | 18,9   |
| 20,2   | 45-59 ans    | 19,6   |
| 17,5   | 30-44 ans    | 17,1   |
| 16,9   | 15-29 ans    | 15,1   |
| 18,2   | 0-14 ans     | 16,4   |

| Hommes | Classe d’âge | Femmes |
| ------ | ------------ | ------ |
| 0,7    | 90 ou +      | 1,9    |
| 7,0    | 75-89 ans    | 9,5    |
| 16,6   | 60-74 ans    | 17,5   |
| 20,0   | 45-59 ans    | 19,5   |
| 18,8   | 30-44 ans    | 18,3   |
| 18,3   | 15-29 ans    | 16,7   |
| 18,6   | 0-14 ans     | 16,7   |

## Répartition par catégories socioprofessionnelles
La catégorie socioprofessionnelle des retraités est surreprésentée par rapport au niveau national. Avec 31 % en 2021, elle est 4,2 points au-dessus du taux national (26,8 %). La catégorie socioprofessionnelle des autres personnes sans activité professionnelle est quant à elle sous-représentée par rapport au niveau national. Avec 14,3 % en 2021, elle est 2,7 points en dessous du taux national (17 %).
| Catégorie socioprofessionnelle                    | 2015      | 2015 | 2021      | 2021 | Détails de l'année 2021 | Détails de l'année 2021 | Détails de l'année 2021            | Détails de l'année 2021            | Détails de l'année 2021            |
| Catégorie socioprofessionnelle                    | Nb        | %    | Nb        | %    | Hommes                  | Femmes                  | Part en % de la population âgée de | Part en % de la population âgée de | Part en % de la population âgée de |
| Catégorie socioprofessionnelle                    | Nb        | %    | Nb        | %    | Hommes                  | Femmes                  | 15 à 24 ans                        | 25 à 54 ans                        | 55 ans ou +                        |
| ------------------------------------------------- | --------- | ---- | --------- | ---- | ----------------------- | ----------------------- | ---------------------------------- | ---------------------------------- | ---------------------------------- |
| Agriculteurs exploitants                          | 21 307    | 1,0  | 19 147    | 0,9  | 14 990                  | 4 156                   | 0,1                                | 1,3                                | 0,8                                |
| Artisans, commerçants, chefs d'entreprise         | 68 200    | 3,2  | 70 856    | 3,3  | 49 065                  | 21 791                  | 0,7                                | 5,5                                | 2,0                                |
| Cadres et professions intellectuelles supérieures | 145 655   | 6,9  | 160 371   | 7,5  | 93 051                  | 67 320                  | 1,7                                | 13,3                               | 3,7                                |
| Professions intermédiaires                        | 289 894   | 13,7 | 299 186   | 14,0 | 140 151                 | 159 035                 | 8,7                                | 24,8                               | 5,0                                |
| Employés                                          | 346 038   | 16,4 | 329 166   | 15,4 | 79 561                  | 249 605                 | 15,0                               | 24,9                               | 6,3                                |
| Ouvriers                                          | 304 463   | 14,4 | 287 276   | 13,5 | 221 081                 | 66 196                  | 15,2                               | 21,5                               | 5,0                                |
| Retraités                                         | 652 248   | 30,8 | 661 178   | 31,0 | 303 284                 | 357 895                 | 0,0                                | 0,2                                | 70,7                               |
| Autres personnes sans activité professionnelle    | 286 606   | 13,6 | 305 618   | 14,3 | 124 564                 | 181 054                 | 58,6                               | 8,6                                | 6,6                                |
| Ensemble                                          | 2 114 411 | 100  | 2 132 799 | 100  | 1 025 748               | 1 107 051               | 100                                | 100                                | 100                                |
| Sources : Insee,.                                 |           |      |           |      |                         |                         |                                    |                                    |                                    |